# Distrito electoral federal 5 de Jalisco
El Distrito electoral federal 5 de Jalisco es uno de los 300 distritos electorales en los que se encuentra dividido el territorio de México para la elección de diputados federales y uno de los veinte en los que se divide el estado de Jalisco. Su cabecera es la ciudad de Puerto Vallarta.
Desde la distribución de 2017, el distrito 5 se forma con el territorio de 9 municipios: Atenguillo, Cabo Corrientes, Guachinango, Mascota, Mixtlán, Puerto Vallarta, San Sebastián del Oeste, Talpa de Allende y Tomatlán.

## Distritaciones anteriores

### Distritación 1996 - 2005
Con la distribución de agosto de 1996, el distrito 5 se integró por 10 municipios, con cabecera en Puerto Vallarta: Ameca, Atenguillo, Cabo Corrientes, Guachinango, Mascota, Mixtlán, Puerto Vallarta, San Sebastián del Oeste, Talpa de Allende y Tomatlán.

### Distritación 2005 - 2017
Con la distribución de 2005, la cabecera distrital permanece en Puerto Vallarta y se formó con el territorio de 14 municipios del oeste y suroeste de Jalisco: Atengo, Atenguillo, Ayutla, Cabo Corrientes, Cuautla, Guachinango, La Huerta, Mascota, Mixtlán, Puerto Vallarta, Villa Purificación, San Sebastián del Oeste, Talpa de Allende y Tomatlán. Se formó con 191 secciones electorales.

## Diputados por el distrito
| Diputado                              | Grupo parlamentario | Legislatura                | Periodo     |
| ------------------------------------- | ------------------- | -------------------------- | ----------- |
| Espiridión Moreno                     |                     | IV                         | 1867 - 1868 |
| Telésforo San Román (Suplente)        |                     | V                          | 1869 - 1871 |
| Vacante                               | Vacante             | VI                         | 1871 - 1873 |
| Pedro Rincón Gallardo                 |                     | VII                        | 1873 - 1875 |
| Vacante                               | Vacante             | VIII IX                    | 1875 - 1880 |
| Francisco Rincón Gallardo             |                     | X                          | 1880 - 1882 |
| Manuel G. Granados                    |                     | XI                         | 1882 - 1884 |
| José María Vigil                      |                     | XII                        | 1884 - 1886 |
| Alfonso Lancaster Jones               |                     | XIII                       | 1886 - 1888 |
| Francisco Rincón Gallardo             |                     | XIV XV XVI                 | 1888 - 1894 |
| Manuel José Sierra Méndez             |                     | XVII XVIII XIX XX          | 1894 - 1902 |
| Ramón Corona                          |                     | XXI                        | 1902 - 1904 |
| Enrique González Gaviño (Suplente)    |                     | XXII                       | 1904 - 1906 |
| Vacante                               | Vacante             | XXIII                      | 1906 - 1908 |
| Ramón Corona                          |                     | XXIV                       | 1908 - 1910 |
| Carlos Aguirre                        |                     | XXV                        | 1910 - 1912 |
| Antonio Rivera de la Torre (Suplente) |                     | XXVI                       | 1912 - 1913 |
| Francisco Martín del Campo            |                     | Constituyente XXVII XXVIII | 1916 - 1920 |
| Salvador Serrano Hermosillo           |                     | XXIX                       | 1920 - 1922 |
| Francisco Escudero                    |                     | XXX                        | 1922 - 1924 |
| Juan B. Izábal                        |                     | XXXI XXXII                 | 1924 - 1928 |
| José Germán                           | PRJ                 | XXXIII                     | 1928 - 1930 |
| Manuel H. Ruiz                        |                     | XXXIV                      | 1930 - 1932 |
| Juan Aviña López                      |                     | XXXV                       | 1932 - 1934 |
| Manuel Martínez Valadez               |                     | XXXVI                      | 1934 - 1937 |
| Luis Álvarez del Castillo             |                     | XXXVII                     | 1937 - 1940 |
| Lucio González Padilla                |                     | XXXVIII                    | 1940 - 1943 |
| Adalberto Ortega Huízar               |                     | XXXIX                      | 1943 - 1946 |
| Francisco Torres Rojas                |                     | XL                         | 1946 - 1949 |
| Luis F. Ibarra Plascencia             |                     | XLI                        | 1949 - 1952 |
| Abraham González Rivera               |                     | XLII                       | 1952 - 1955 |
| Agustín Pineda Flores                 |                     | XLIII                      | 1955 - 1958 |
| José Pérez Moreno                     |                     | XLIV                       | 1958 - 1961 |
| Guillermo Mayoral Espinosa            |                     | XLV                        | 1961 - 1964 |
| Carlos Ramírez Ladewig                |                     | XLVI                       | 1964 - 1967 |
| Leopoldo Hernández Partida            |                     | XLVII                      | 1967 - 1970 |
| Humberto Hiriart Urdanivia            |                     | XLVIII                     | 1970 - 1973 |
| Amelia Villaseñor y Villaseñor        |                     | XLIX                       | 1973 - 1976 |
| José Mendoza Padilla                  |                     | L                          | 1976 - 1979 |
| Manuel Ojeda Orozco                   |                     | LI                         | 1979 - 1982 |
| Leopoldo Hernández Partida            |                     | LII                        | 1982 - 1985 |
| Alma Guadalupe Salas Montiel          |                     | LIII                       | 1985 - 1988 |
| Héctor Ixtláhuac Gaspar               |                     | LIV                        | 1988 - 1991 |
| Samuel Fernández Ávila                |                     | LV                         | 1991 - 1994 |
| José Luis Mata Bracamontes            |                     | LVI                        | 1994 - 1997 |
| Fernando González Corona              |                     | LVII                       | 1997 - 2000 |
| Salvador Cosío Gaona                  |                     | LVIII                      | 2000 - 2003 |
| Francisco Bravo Carbajal              |                     | LIX                        | 2003 - 2006 |
| Leobardo Curiel Preciado              |                     | LX                         | 2006 - 2009 |
| Juan José Cuevas García               |                     | LXI                        | 2009 - 2012 |
| Rafael González Reséndiz              |                     | LXII                       | 2012 - 2015 |
| Luis Ernesto Munguía González         |                     | LXIII                      | 2015 - 2018 |
| Lorena Jiménez Andrade                |                     | LXIV                       | 2018 - 2021 |
| Bruno Blancas Mercado                 |                     | LXV                        | 2021 -      |